# Tanklagerbrand Buncefield

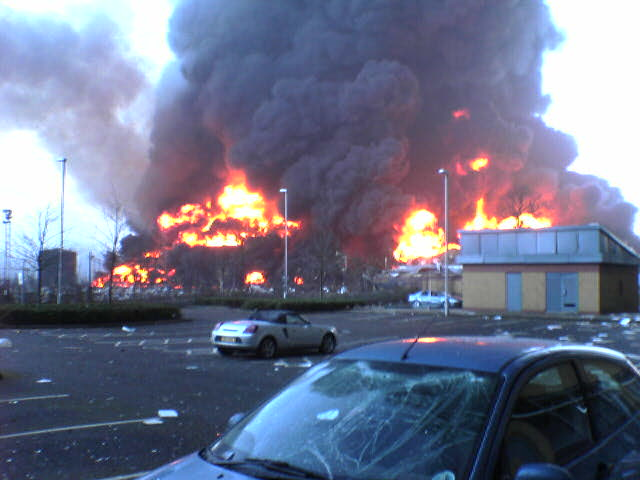
Brand mit starker Rauchentwicklung

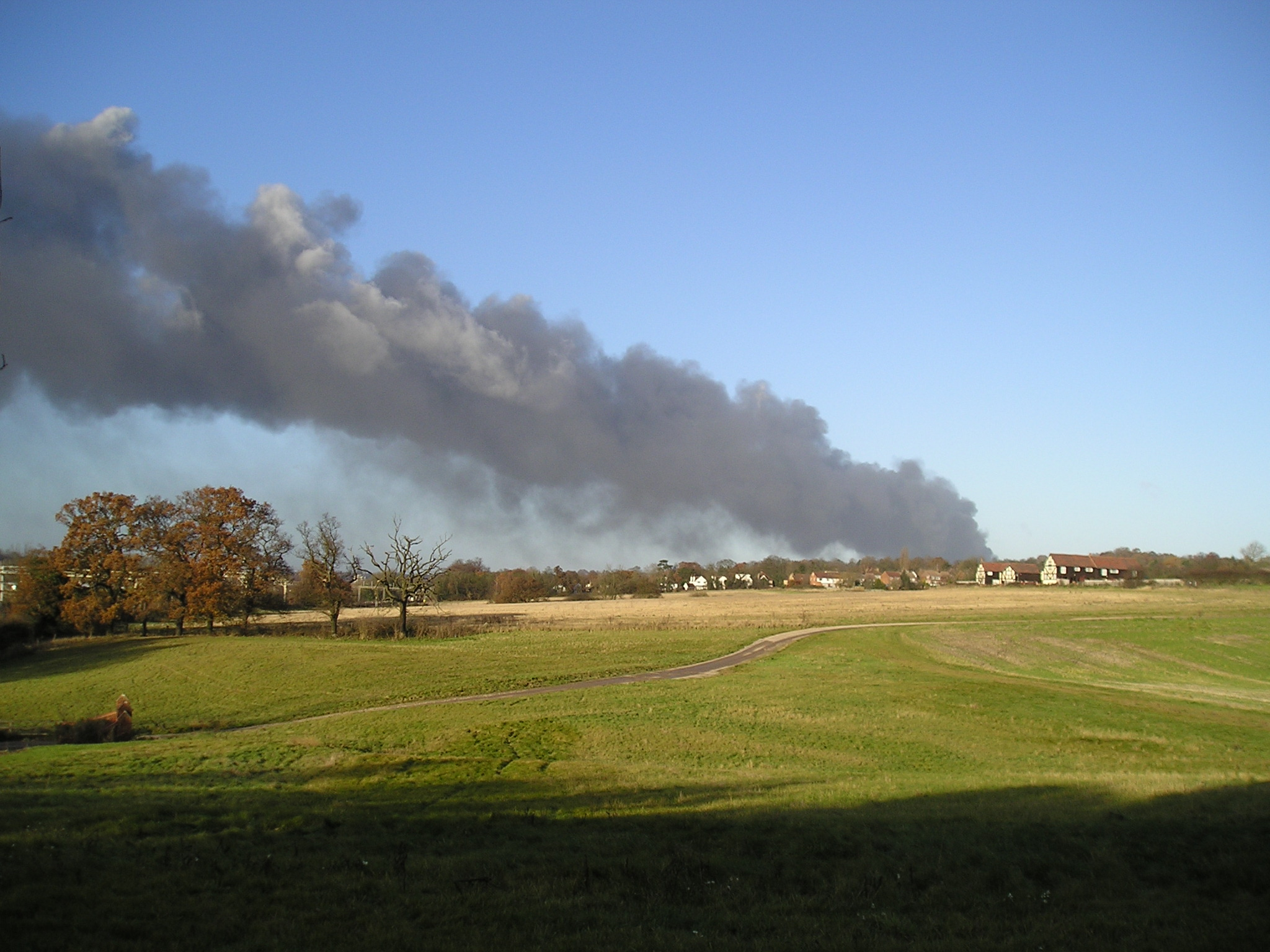
Rauchfahne aus 6 km Entfernung am Tag nach der Explosion

Der Tanklagerbrand von Buncefield war ein Großbrand, der sich am 11. Dezember 2005 in einem Tanklager in Hemel Hempstead in Hertfordshire ereignete. Mit einer Kapazität von etwa 60 Millionen Imperial Gallons (273 Millionen Liter) handelte es sich um das fünftgrößte Tanklager in Großbritannien.
Auslöser war die Überfüllung eines Lagertanks über eine Pipeline. Es kam dadurch zu einer Freisetzung von ca. 300 Tonnen Benzin. Das sich bildende Benzin-Luft-Gemisch explodierte und führte zu Beschädigungen an anderen Tanks, dadurch wiederum zu weiterem Austritt von Mineralölprodukten und damit zu dem Großbrand. Es handelt sich um Europas größte Feuerkatastrophe in Friedenszeiten. Die Explosion entsprach einem Erdbeben mit einer Magnitude von 2,4.
Die Verwendung des Schaumlöschmittels des Typs AFFF mit Perfluoroctansulfonsäure (PFOS) führte zu einer langjährigen und großflächigen Verunreinigung des Grundwassers.